# Elżbieta Burkiewicz

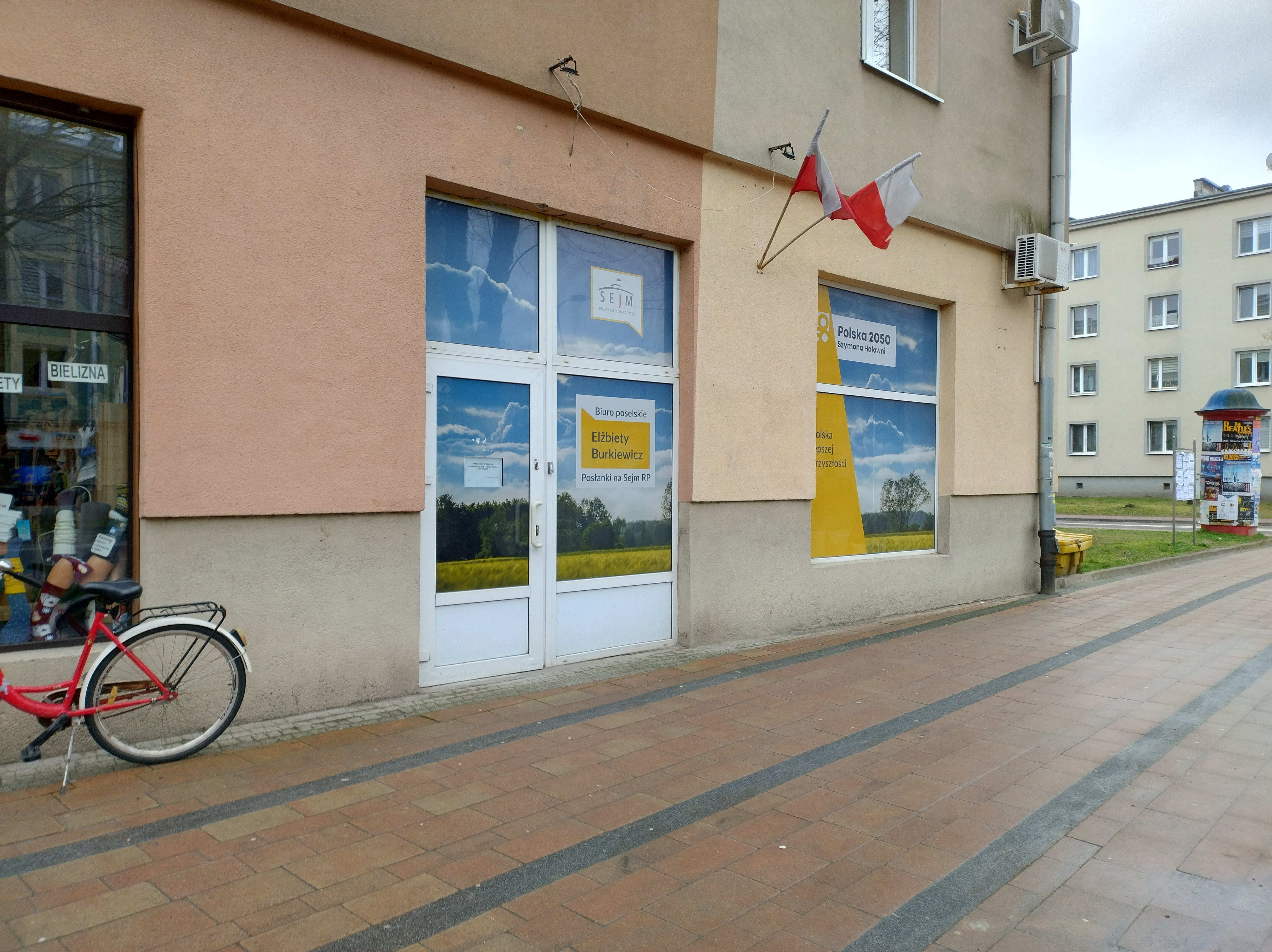
Biuro poselskie Elżbiety Burkiewicz w Mielcu

Elżbieta Jolanta Burkiewicz (ur. 17 października 1964 w Mielcu) – polska działaczka polityczna i przedsiębiorca, posłanka na Sejm X kadencji.

## Życiorys
Absolwentka Liceum Sztuk Plastycznych w Tarnowie oraz Uniwersytetu Śląskiego, na którym studiowała kierunek plastyczno-artystyczny. Zajęła się prowadzeniem własnej działalności gospodarczej. Wraz z siostrą założyła przedsiębiorstwo (funkcjonujące w formie spółki prawa handlowego Eldan), zatrudniające (według stanu na 2023) około 120 osób i specjalizujące się w produkcji odzieży oraz obuwia dla służby zdrowia.
W 2020 brała udział w kampanii prezydenckiej Szymona Hołowni, po której została członkinią zarządu regionu podkarpackiego Stowarzyszenia Polska 2050.  Dołączyła następnie po powołanej przez niego partii Polska 2050, objęła funkcję skarbnika regionu podkarpackiego tego ugrupowania.
W wyborach parlamentarnych w 2023 uzyskała mandat posłanki X kadencji, kandydując w okręgu rzeszowskim z drugiego miejsca na liście Trzeciej Drogi i otrzymując 11 582 głosy. Została zastępczynią przewodniczącego Komisji Ochrony Środowiska, Zasobów Naturalnych i Leśnictwa, a także członkinią Komisji Rolnictwa i Rozwoju Wsi oraz Komisji Gospodarki i Rozwoju. W 2024 bez powodzenia startowała w wyborach do Parlamentu Europejskiego jako liderka listy Trzeciej Drogi w okręgu nr 9.

## Wyniki w wyborach ogólnopolskich
| Wybory | Komitet wyborczy                | Komitet wyborczy | Organ           | Okręg          | Wynik          |
| ------ | ------------------------------- | ---------------- | --------------- | -------------- | -------------- |
| 2023   |                                 | Trzecia Droga    | Sejm X kadencji | nr 23          | 11 582 (1,72%) |
| 2024   | Parlament Europejski X kadencji | Trzecia Droga    | nr 9            | 15 700 (2,48%) |                |

## Życie prywatne
Córka Wacława i Heleny. Zamężna z Michałem Jonderką.